# The Garfield Show
The Garfield Show (Garfield et Cie na França) é uma série de animação computadorizada franco-americana baseada na tira de quadrinhos Garfield criado por Jim Davis. Foi produzida pela Paws, Inc. e no estúdio francês Dargaud Media, totalmente em CGI com imagens em 3D.